# Flustrellidra gigantea
Flustrellidra gigantea is een mosdiertjessoort uit de familie van de Flustrellidridae. De wetenschappelijke naam van de soort is voor het eerst geldig gepubliceerd in 1947 door Silén.